# Yu Zhengsheng

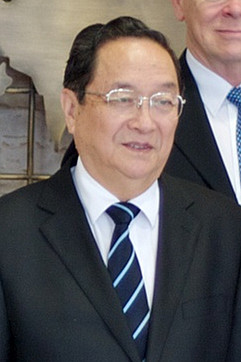
Yu Zhengsheng

Yu Zhengsheng (chinesisch 俞正聲 / 俞正声, Pinyin Yú Zhèngshēng; * April 1945 in Shaoxing, Provinz Zhejiang) ist ein chinesischer kommunistischer Politiker. Er war von 2002 bis 2017 Mitglied des Politbüros und von 2012 bis 2017 von dessen ständigem Ausschuss.

## Studium und berufliche Laufbahn
Nach dem Studium des Ingenieurwesens an der Fakultät für Raketenbau am Militäringenieurinstitut von Harbin von 1963 bis 1968 arbeitete der Sohn des früheren Bürgermeisters von Tianjin, Huang Jing 黄敬 (geboren als Yu Qiwei 俞启威), mehrere Jahre als Techniker in Radiofabriken in Zhangjiakou in der Provinz Hebei. Im November 1964 trat er der Kommunistischen Partei Chinas (KPCh) bei.
1975 wurde er Techniker und Ingenieur am Elektrotechnischen Forschungsinstituts des 4. Ministeriums der Maschinenbauindustrie. Dort stieg er 1981 zum Stellvertretenden Chefingenieur sowie nach der Umbenennung des Ministeriums in Ministerium für Elektroindustrie 1981 zum Stellvertretenden Direktor auf.
1982 bis 1984 war er Stellvertretender Chefingenieur einer Abteilung des Büros für Computerindustriemanagement sowie zugleich Direktor der Abteilung für Mikrocomputermanagement im Ministerium für Elektroindustrie, in dem er 1984 für kurze Zeit auch Stellvertretender Generaldirektor der Planungsabteilung war. 1984 bis 1985 war er schließlich Vizepräsident des Wohlfahrtsverbandes für Behinderte, der im Dezember 1984 den Rang einer Regierungsbehörde erhielt.

## Parteisekretär, Bürgermeister und Aufstieg zum Mitglied des Politbüros
Von 1985 wurde Yu Stellvertretender Sekretär des Parteikomitees der Stadt Yantai in der Provinz Shandong. Von 1987 bis 1989 war er zusätzlich Bürgermeister von Yantai.
1989 erfolgte seine Ernennung zum Stellvertretenden Sekretär des Parteikomitees der Hafenstadt Qingdao in der Provinz Shandong. Nach einer kurzen Zeit als Stellvertretender Bürgermeister wurde er 1989 auch Bürgermeister von Qingdao. Von 1992 bis 1997 war er zugleich auch Sekretär des Parteikomitees und Mitglied des Ständigen Ausschusses der KPCh von Qingdao. Auf dem 14. Parteitag der KPCh wurde er 1992 zum Kandidaten des Zentralkomitees (ZK) gewählt. Von März bis Mai 1996 absolvierte er ein Studium an der Zentralen Parteihochschule der KPCh.
Yu wurde 1997 Vizeminister für Bauwesen und Sekretär der Parteiorganisation. Vom 18. März 1998 bis 2001 war er Minister für Bauwesen.
Im Dezember 2001 erfolgte seine Ernennung zum Sekretär des Parteikomitees der achtgrößten Provinz Hubei als Nachfolger von Jiang Zhuping. Seit 2002 war er zusätzlich Vorsitzender des Ständigen Ausschusses des Volkskongresses von Hubei. Auf dem 16. Parteitag der KPCh erfolgte 2002 zudem seine Wahl zum Mitglied des ZK der KPCh und des Politbüros des ZK. Damit gehörte Yu dem erweiterten Führungskreis der Kommunistischen Partei Chinas an. 
Infolge des 17. Parteikongresses wurde er zum Nachfolger Xi Jinpings als Sekretär der Partei für Shanghai gewählt und gab den Posten als Parteivorsitzender Hubeis auf. In dieser Funktion folgte ihm der bisherige Gouverneur Hubeis Luo Qingquan nach. 
Im November 2012 stieg Yu in den Ständigen Ausschuss des Politbüros auf. Sein Nachfolger als Parteisekretär wurde das Politbüromitglied Han Zheng, seit 2003 auch Bürgermeister der Stadt.
Am 11. März 2013 wurde er als Nachfolger von Jia Qinglin zum Vorsitzenden der Politischen Konsultativkonferenz des chinesischen Volkes gewählt.